# Supermarine Seafang
Die Supermarine Seafang war ein britisches, von einem Rolls-Royce Griffon angetriebenes Jagdflugzeug von Supermarine Aviation Works nach der Spezifikation N.5/45 des Air Ministry. Gegen Ende des Zweiten Weltkrieges wurden die weiterentwickelten Supermarine Spiteful und Seafang von dem Historiker Albert Price als „eine zu weit getriebene Spitfire“ bezeichnet.

## Entwicklung
Das Modell 383 Seafang war im Wesentlichen eine als Trägerflugzeug für die Royal Navy überarbeitete Supermarine Spiteful, an der ein Fanghaken für die Trägerlandungen und zwei gegenläufige Propeller installiert wurden. Die gegenläufigen Luftschrauben sollten das bei nur einem Propeller auftretende große Drehmoment (Schlingerbewegung) eliminieren. Die Mark F32 hatte faltbare Flügel, eine erhöhte Treibstoffkapazität und einen Griffon-89-Motor mit 2.350 PS, der die beiden gegenläufigen Dreiblatt-Propeller antrieb. Zwei dieser Typen wurden fertiggestellt, die VB893 und VB895. Bis jetzt sind keine Belege bekannt geworden, die einen Erstflug vor dem Ende der Kampfhandlungen bestätigen können.

## Erprobung und Bewertung
Der erste (belegte) Flug einer Seafang fand 1946 statt. Eine Serienproduktion dieses Flugzeugtyps wurde nie aufgenommen. Insgesamt wurden 18 Prototypen und Versuchsmuster gefertigt, die aber nicht alle fertiggestellt und geflogen wurden. Die Seafang FR 32, VB895 wurde vom Testpiloten Mike Lithgow im Mai 1947 für Testlandungen auf dem Flugzeugträger Illustrious geflogen. Im Vergleich zur Seafire Mk47 galt die Steigerung der Flugleistung auch nicht als ausreichend, um eine Serienproduktion der für die Anforderungen der Marine angepassten, strahlgetriebenen Gloster Meteor und De Havilland DH.100 Vampire zu verhindern. Auch die Langsamflugeigenschaften der Seafang entsprachen nicht den Erwartungen, und daher wurde die zeitgleich entwickelte Hawker Sea Fury als Marineflugzeug für die Flotte ausgewählt.
Während der Flugversuche soll eine Seafang mit einer Geschwindigkeit von 794 km/h geflogen sein. Wenn diese Aussage zutreffen würde, wäre die Seafang das schnellste Kolbenmotorflugzeug, das jemals im Vereinigten Königreich gebaut wurde. Eine weitere Besonderheit der Seafang war, dass die Flügel für die spätere, strahlgetriebene Supermarine Attacker Verwendung fanden.

## Baureihen

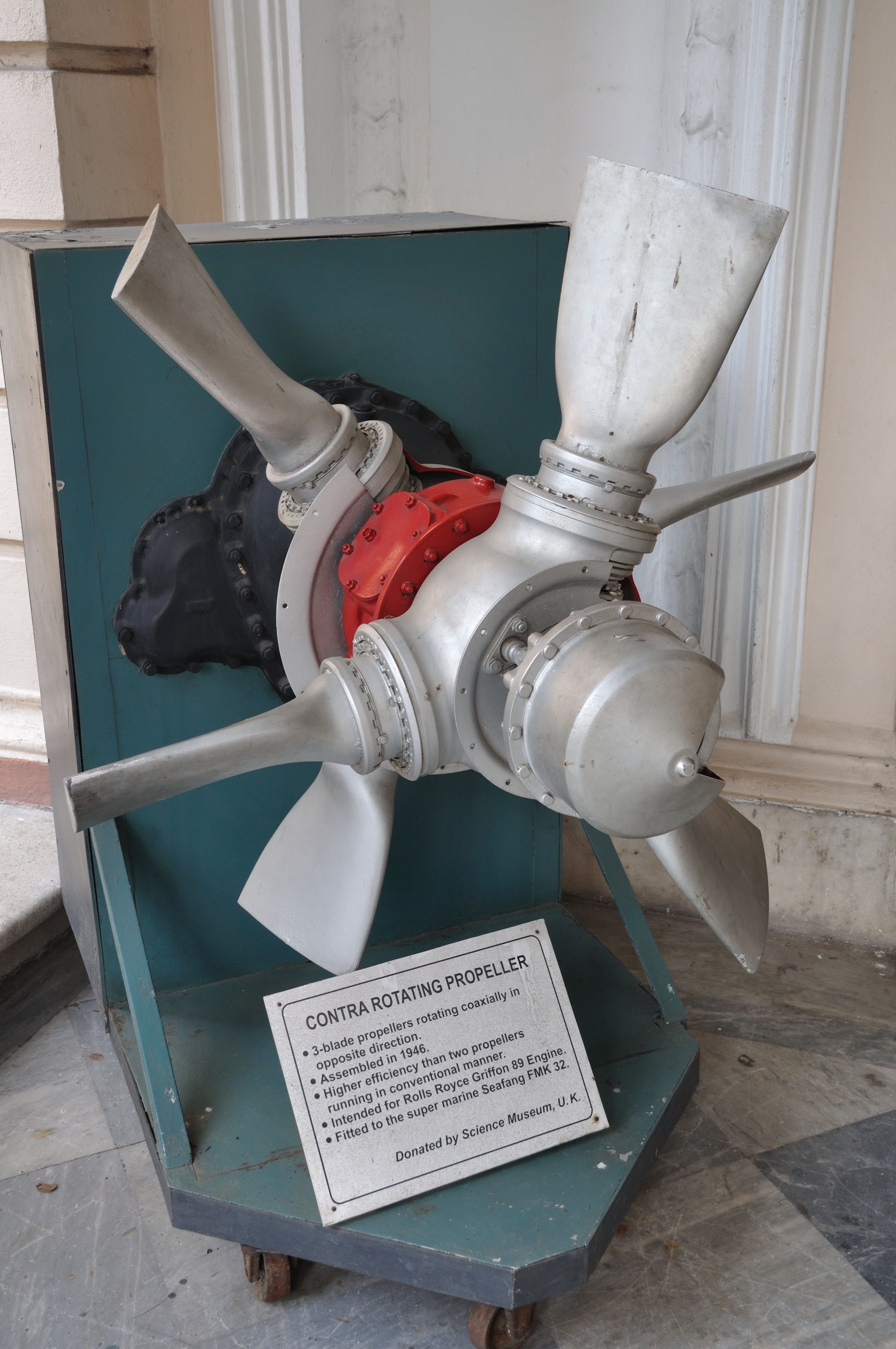
Gegenläufige koaxiale Dreiblattpropeller der Seafang Mk 32, Industrie- und Technikmuseum Kalkutta 2012

- Seafang F.Mk 31 – 10 wurden gebaut, 9 fertiggestellt
Triebwerk: Rolls-Royce Griffon 61, 2.035 PS; Fünfblatt-Propeller mit konstanter Drehzahl
- Seafang F.Mk 32 – 8 wurden gebaut, 2 fertiggestellt
Triebwerk: Rolls-Royce Griffon 89, 2.350 PS; zwei gegenläufige Dreiblatt-Propeller
faltbare Flügel
vergrößerte Treibstoffkapazität.

## Technische Daten
| Kenngröße             | Daten                                                                                                  |
| --------------------- | --- |
| Besatzung             | 1 |
| Länge                 | 10,39 m                                                                                                |
| Spannweite            | 10,67 m (gefaltet 8,23 m)                                                                              |
| Höhe                  | 3,82 m                                                                                                 |
| Flügelfläche          | 19,5 m²                                                                                                |
| Flügelstreckung       | 5,8 |
| Leermasse             | 3.636 kg                                                                                               |
| Rüstmasse             | 4.750 kg                                                                                               |
| max. Startmasse       | |
| Höchstgeschwindigkeit | 765 km/h                                                                                               |
| Steigrate             | 23,5 m/s                                                                                               |
| Dienstgipfelhöhe      | 12.500 m                                                                                               |
| Reichweite            | 633 km                                                                                                 |
| Triebwerke            | ein Rolls-Royce Griffon 89, 2.350 PS (ca. 1.730 kW) wassergekühlter, aufgeladener 12-Zylinder V-Motor  |
| Bewaffnung            | 4 × 20 mm Hispano Mk V Maschinenkanonen Vorrichtungen für 2 × 454 kg Bomben oder vier 60 Pfund Raketen |